# Paul Alvre
Paul-Johannes Alvre (bis 1937 Simenson, * 3. Januar 1921 in Tartu; † 18. November 2008 ebenda) war ein estnischer Sprachwissenschaftler und Finnougrist.

## Leben
Alvre machte 1941 sein Abitur am Hugo-Treffner-Gymnasium in Tartu und immatrikulierte sich im gleichen Jahr an der Universität Tartu. Er studierte Estnisch und die verwandten Sprachen. Estland war zu diesem Zeitpunkt nach Hitlers Überfall auf die Sowjetunion von deutschen Truppen besetzt, und 1943 floh Alvre nach Finnland. Hier beteiligte er sich in den Reihen der Finnischen Armee am Krieg gegen die sowjetische Armee. 1944 kehrte er zurück nach Estland, das von den deutschen Truppen geräumt und wiederum von der Sowjetunion okkupiert war, und beteiligte sich im Untergrund am Widerstand gegen die Besatzung. Im gleichen Jahr kehrte er jedoch zurück nach Finnland und schloss 1946 sein Studium an der Universität Helsinki ab.
Von 1946 bis 1948 war er Estnischlektor an der Pädagogischen Hochschule in Jyväskylä, wurde dann aber in die Sowjetunion abgeschoben, die die Auslieferung aller Personen verlangt hatte, die im Zweiten Weltkrieg auf finnischer Seite gekämpft hatten (und nicht Finnen waren). Er konnte auf dem Transport jedoch flüchten und arbeitete seit 1948 in Viljandi als Estnisch- und Latein-Lehrer. Nebenher widmete er sich intensiv seinen Studien und wurde 1966 mit einer Dissertation zu den Pluralstämmen im Finnischen an der Universität Tartu zum Dr. phil. promoviert. Danach war Paul Alvre von 1968 bis 1970 Dozent am Lehrstuhl für Finnougristik in Tartu und von 1973 bis 1993 Professor am selben Lehrstuhl.

## Forschungstätigkeit
Alvres Forschungsschwerpunkt bildeten das Estnische und die ostseefinnischen Sprachen, aber auch die entfernter verwandten finnougrischen und die samojedischen Sprachen waren Gegenstand seiner Untersuchungen. Mit über 600 publizierten wissenschaftlichen Arbeiten war er ein äußerst produktiver Wissenschaftler.

## Ehrungen
- 1990 Ehrenmitglied der Finnisch-Ugrischen Gesellschaft
- 1994 Ehrendoktor der Universität Helsinki
- 1998 Orden des weißen Sterns (IV. Klasse)

## Bibliografie (Auswahl)
- Adverbide eesti taga – samojeedi *taka- pronominaalsest päritolust, in: Emakeele Seltsi Aastaraamat 8, 1962, S. 147–162
- Kahest väljasurnud käändest, in: Keel ja Kirjandus 9/1964, S. 543–547.
- Mitmuse genitiivi vormide arengust karjala keeles, in: Emakeele Seltsi Aastaraamat 12, 1966, S. 125–147.
- On the Baltic-Fennic Dative (with special reference to the Liv language), in: Sovetskoe Finno-Ugrovedenie 3, 1967, S. 171–181.
- Terminatiivseist konstruktsioonidest terminatiivini. Terminatiivne illatiiv, in: Keel ja Kirjandus 6/1971, S. 345–351
- Terminatiivseist konstruktsioonidest terminatiivini. Analüütiline terminatiivkonstruktsioon, in: Keel ja Kirjandus 9/1971, S. 535–541.
- Terminatiivseist konstruktsioonidest terminatiivini. Analüütiline saadik-konstruktsioon, in: Keel ja Kirjandus 8/1972, S. 467–473; 9/1972, S. 549–556.
- Läänemeresoome aluskeele varasest murdeliigendusest, eriti eesti ja soome keelt silmas pidades, in: Keel ja Kirjandus 3/1973, S. 151–162; 5/1973, S. 291–299.
- Terminatiivseist konstruktsioonidest terminatiivini. Teel terminatiivile I, II, in: Keel ja Kirjandus 1/1974, S. 7–14; 4/1974, S. 219–225.
- Terminatiivseist konstruktsioonidest terminatiivini. Terminatiivi tulek, in: Keel ja Kirjandus 6/1974, S. 347–355.
- Der Genitiv des Plurals im Wotischen auf dem Hintergrund der obliquen Kasus, in: Sovetskoe Finno-Ugrovedenie 12, 1976, S. 263–282.
- Slaavi laenudest soome-ugri keeltes, in: Fenno-Ugristica 2. Tartu 1976, S. 3–14.
- Über die pluralischen Genitivformen des Finnischen (vor allem bei den Personalpronomina), in: Sovetskoe Finno-Ugrovedenie 14, 1978, S. 258–265.
- Uurali keelte ajaloolise foneetika harjutusülesanded ja materjalid (üksikkonsonandid). Tartu: Tartu Riiklik Ülikool 1979. 111 S.
- Uurali keelte ajaloolise foneetika harjutusülesanded ja materjalid (konsonantühendid). Tartu: Tartu Riiklik Ülikool 1979. 116 S.
- Soome-ugri keelte ajalooline grammatika I. Sõnaliigid. Arvu- ja käändekategooria. Tartu: Tartu Riiklik Ülikool 1983. 87 S.
- B.G. Forselius aabitsate keelest, in: Emakeele Seltsi Aastaraamat  26/27 (1980/1981), 1983, S. 46–51.
- Zu den finnisch-ugrischen l-Kasus, in: Sovetskoe Finno-Ugrovedenie 22, 1986, S. 81–87.
- Eesti kirja- ja murdekeele morfoloogiat. Tallinn: Valgus 1989. 225 S.
- Latiivist eesti keeles (võrrelduna sugulaskeeltega), in: Emakeele Seltsi Aastaraamat 33, 1989, S. 84–88.
- Inkerin suomalaismurteiden nominitaivutus, in: Virittäjä 95, 1991, S. 1–15.
- Mis käändes oli/on poole, pool, poolt?, in: Keel ja Kirjandus 3/1991, S. 158–162.
- Ekvatiivtarindeist (eriti eesti keeles), in: Keel ja Kirjandus 1/1992, S. 23–30.
- Soome keele grammatika. Tallinn: Valgus 1992. 335 S.
- Über terminativische Konstruktionen in den ostseefinnischen Sprachen unter besonderer Berücksichtigung des Estnischen, in: Linguistica Uralica 30, 1994, S. 248–254.
- Suomen sanontoja virolaisine vastineineen. Toimittaneet Felix Vakk ja Vilma Parbo. Tallinn: Valgus 1995. 591 S.
- Tugevaastmelistest mitmustüüpidest eesti ja vadja keeles, in: Oekeeta asijoo. Commentationes Fenno-Ugricae in honorem Seppo Suhonen sexagenarii. Helsinki: Suomalais-ugrilainen seura 1998, S. 33–41.
- Über einige Pluralbildungen in den uralischen Sprachen, in: Lapponica et Uralica. 100 Jahre finnisch-ugrischer Unterricht an der Universität Uppsala. Vorträge am Jubiläumssymposium 20.–23. April 1994. Hrsg. von Lars-Gunnar Larsson. Uppsala: Almqvist & Wiksell 1996, S. 153–157.
- O novych ob"ektnych padežach v ural'skich jazykach, in: Europa et Sibiria. Beiträge zu Sprache und Kultur der kleineren finnougrischen, samojedischen und paläosibirischen Völker. Gedenkband für Wolfgang Veenker. Herausgegeben von Cornelius Hasselblatt und Paula Jääsalmi-Krüger. Wiesbaden: Harrassowitz 1999, S. 35–39.
- Exzessiv und Pseudoexzessiv in den ostseefinnischen Sprachen (besonders im Estnischen), in: Linguistica Uralica 37, 2001, S. 1–9.
- Russische Lehnelemente in Indefinitpronomen und -adverbien der ostseefinnischen Sprachen, in: Linguistica Uralica 38, 2002, S. 161–164.
- Mõnda Joachim Rossihniuse keelekasutuse eripärast, in: Emakeele Seltsi Aastaraamat 47, 2002, S. 39–43.